# Smart Card Open Monet+
Lo Smart Card Open Monet+ è un torneo professionistico di tennis giocato su campi in terra rossa. Fa parte dell'ITF Women's Circuit. Si gioca annualmente a Zlín in Repubblica Ceca.

## Albo d'oro

### Singolare
| Anno | Campionessa              | Finalista       | Punteggio     |
| ---- | ------------------------ | --------------- | ------------- |
| 2011 | Patricia Mayr-Achleitner | Ksenija Pervak  | 6–1, 6–0      |
| 2012 | María-Teresa Torró-Flor  | Jasmina Tinjić  | 6–1, 1–6, 6–1 |
| 2013 | Melanie Klaffner         | Kristína Kučová | 6–3, 6–2      |

### Doppio
| Anno | Campionesse                                | Finaliste                            | Punteggio        |
| ---- | ------------------------------------------ | ------------------------------------ | ---------------- |
| 2011 | Julija Bejhel'zymer Margalita Chakhnašvili | Réka-Luca Jani Katalin Marosi        | 3–6, 6–1, [10–8] |
| 2012 | Elica Kostova Jasmina Tinjić               | Verónica Cepede Royg Teliana Pereira | 4–6, 6–1, [10–8] |
| 2013 | Martina Borecká Tereza Smitková            | Paula Kania Katarzyna Piter          | 6–1, 5–7, [10–8] |